# أندريا توسكانو
أندريا إيزابيل توسكانو راميريز (بالإسبانية: Andrea Toscano)‏ (من مواليد 17 نوفمبر 1998) عارضة أزياء مكسيكية وحاملة لقب ملكة جمال سابقة بعدما توجت مسابقة مكسيكانا يونيفرسال 2018 في 3 يونيو عام 2018. ومثلت بلدها المكسيك في مسابقة ملكة جمال الكون 2018 ولكنها لم تكن متوقفة في منافسة.

## روابط خارجية
- mexicanauniversal.com
- missuniverse.com
- أندريا توسكانو على إنستغرام
- أندريا توسكانو في قاعدة بيانات الأفلام على الإنترنت